# Њажлов (Ђурђу)
Њажлов (рум. Neajlov) насеље је у Румунији у округу Ђурђу у општини Клежани. Oпштина се налази на надморској висини од 83 m.

## Становништво
Према подацима из 2011. године у насељу је живело 565 становника.